# Ogadenlärka
Ogadenlärka (Calendulauda gilletti) är en fågel i familjen lärkor inom ordningen tättingar. Den förekommer på torr savann i nordöstra Afrika, i Etiopien, Somalia och nordöstra Kenya. Arten ökar i antal och beståndet anses vara livskraftigt.

## Utseende och läte
Ogadenlärkan är en medelstor lärka. På huvudet syns ett ljust ögonbrynsstreck mellan rostrött på hjässa och kinder, och på bröstet roströd streckning. Vingarna uppvisar till skillnad från många andra lärkor i området ingen roströd vingpanel. Näbben är längre och slankare än hos sångbusklärkan. Sången består av en enkel serie med ljusa och klingande toner, vanligen i ett fallande mönster.

## Utbredning och systematik
Ogadenlärkan förekommer i nordöstra Afrika. Den delas in i två underarter med följande utbredning:
- Mirafra gilletti gilletti – förekommer i östra Etiopien och nordvästra Somalia
- Mirafra gilletti arorihensis – förekommer från centrala Somalia till nordöstra Kenya

Vissa urskiljer även underarten degodiensis i sydöstra Etiopien som tidigare även betraktades som egen art.

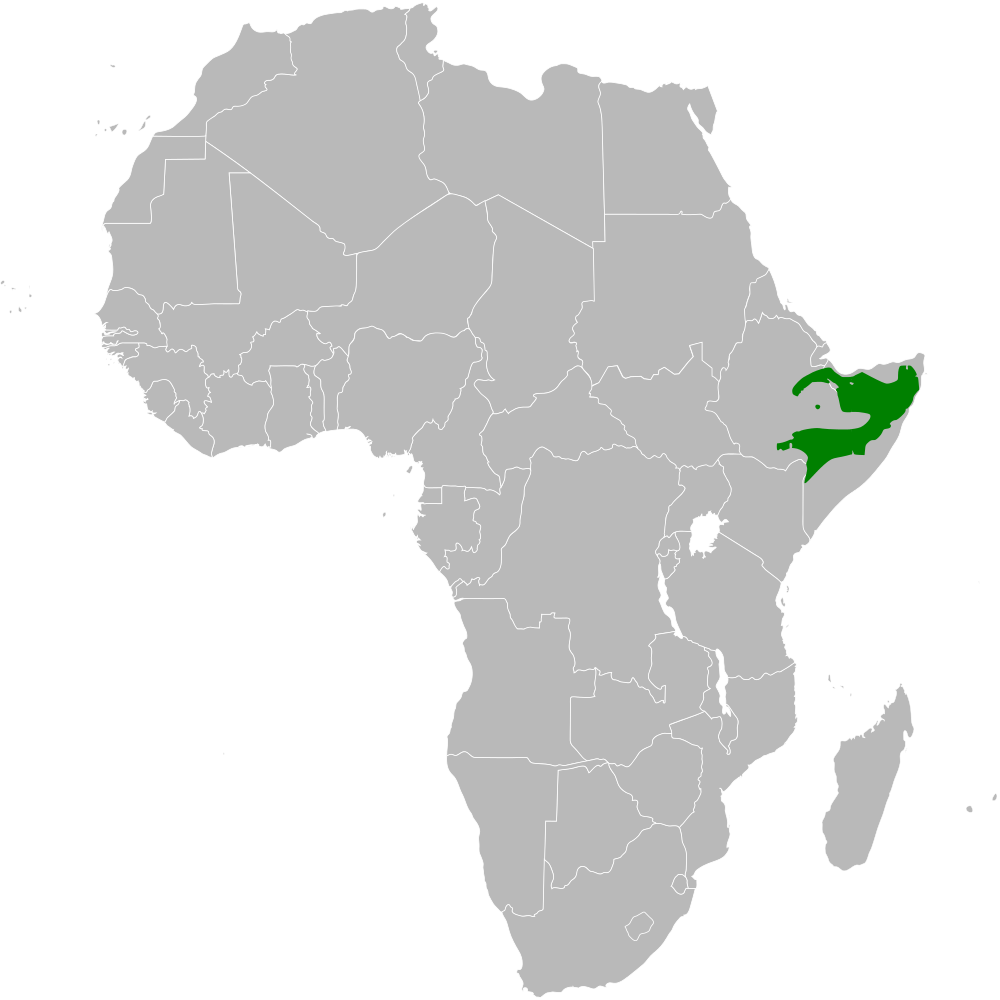
Utbredningsområdet för odagenlärka

.

### Släktestillhörighet
Tidigare placerades arten i släktet Mirafra. Genetiska studier visar dock att den är en del av Calendulauda, systerart till rosabröstad lärka.

## Status och hot
Arten har ett stort utbredningsområde och en stor population, och tros öka i antal. Utifrån dessa kriterier kategoriserar internationella naturvårdsunionen IUCN arten som livskraftig (LC). Världspopulationen har inte uppskattats men den beskrivs som lokalt vanlig.

## Levnadssätt
Ogadenlärkan hittas i torr savann och törnbuskmark.

## Namn
Fågelns vetenskapliga artnamn hedrar Frederick Alfred Gillett (1872–1944), major i British Army, storviltsjägare och upptäcktsresande i Somaliland 1894-1895. Fram tills nyligen kallades den även gillettlärka på svenska, men justerades 2022 till ett enklare och mer informativt namn av BirdLife Sveriges taxonomikommitté. Ogaden är ett omstritt område i den sydöstra delen av Somaliregionen i östra Etiopien, vid gränsen till Somalia. 